# 성모 (가수)
성모(본명: 윤성모, 尹成模, 1987년 6월 15일 ~ )은 대한민국의 가수로, 과거 남성 아이돌 그룹 초신성의 리드보컬이었다. 2016년 4월 28일 입대했고 2018년 4월 말에 군복무를 마쳤다.
전 소속사였던 마루기획과 2018년 8월 31일로 전속계약이 종료되었다. 그가 속해 있던 6인조 보이그룹 초신성은 2018년 9월 9일 그를 제외한 5인조로 재편되어 슈퍼노바라는 새 이름으로 활동을 재개했으며, 성모는 당분간 솔로로 활동한다.

## 학력
- 경희사이버대학교 정보통신학

## 주요 출연작

### 방송
- 2007년 M! Pick <초신성>

### 영화
- 《우리들의 일기》 (2017년) - 강수호 역
- 《수상한 이웃》 (2019년) - 민우 역
- 《아이윌 송》 (2021년) - 호진 역 (특별출연)
- 《남자는 처음을 원하고 여자는 마지막을 원한다》 (2023년) - 한동준 역
- 《랜섬》 (2023년) - 이서준 역

### 드라마
- 2011년 SBS 드라마스페셜《싸인》 - 그룹 'VOICE'의 멤버 역 (특별출연)
- 2020년 채널A 금토드라마《거짓말의 거짓말》 - 최현빈 역
- 2024년 NHK 연속 TV 소설 《호랑이에게 날개》 - 최윤철 역

### 광고
- 엘리트 교복